# Both Sides of the Brain
Both Sides of the Brain è il quarto album in studio del rapper statunitense Del the Funky Homosapien, pubblicato l'11 aprile 2000 dalla Hieroglyphics Imperium Recordings.

## Tracce
1. Time Is Too Expensive – 4:47
2. If You Must – 3:45
3. Jaw Gymnastics (feat. Casual) – 3:44
4. Pet Peeves – 7:10
5. Press Rewind – 4:37
6. Offspring (feat. El-P) – 4:20
7. Style Police – 3:54
8. Fake as Fuck – 4:20
9. BM's – 4:15
10. Skull & Crossbones – 4:16
11. Soopa Feen – 5:23
12. Disastrous – 3:19
13. Signature Slogans – 4:22
14. Catch All This – 4:05
15. Phoney Phranchise – 3:38
16. Proto Culture (feat. Khaos Unique) – 4:13
17. Stay on Your Toes (feat. A-Plus) – 3:27

## Classifiche
| Classifica (2000) | Posizione massima |
| ----------------- | ----------------- |
| Stati Uniti       | 118               |